# Bertiera rugosa
Bertiera rugosa là một loài thực vật có hoa trong họ Thiến thảo. Loài này được L.Andersson & C.H.Perss. mô tả khoa học đầu tiên năm 2001.